# Густаво Адріан Лопес
Густаво Лопес (ісп. Gustavo López, нар. 13 квітня 1973, Валентін Алсіна, Аргентина) — аргентинський футболіст, що грав на позиції півзахисника. Виступав за національну збірну Аргентини.
Чемпіон Аргентини. Переможець Рекопи Південної Америки. Володар Кубка Інтертото.

## Клубна кар'єра
У дорослому футболі дебютував 1991 року виступами за команду клубу «Індепендьєнте» (Авельянеда), в якій провів чотири сезони, взявши участь у 74 матчах чемпіонату.
Своєю грою за цю команду привернув увагу представників тренерського штабу клубу «Реал Сарагоса», до складу якого приєднався 1995 року. Відіграв за клуб з Сарагоси наступні чотири сезони своєї ігрової кар'єри. Більшість часу, проведеного у складі сарагоського «Реала», був основним гравцем команди.
1999 року уклав контракт з клубом «Сельта Віго», у складі якого провів наступні вісім років своєї кар'єри гравця. Граючи у складі «Сельти» також здебільшого виходив на поле в основному складі команди.
Завершив професійну ігрову кар'єру у клубі «Кадіс», за команду якого виступав протягом 2007—2008 років.

## Виступи за збірну
1994 року дебютував в офіційних матчах у складі національної збірної Аргентини. Протягом кар'єри у національній команді, яка тривала дев'ять років, провів у формі головної команди країни 35 матчів, забивши 4 голи.
У складі збірної був учасником розіграшу Кубка конфедерацій 1995 року в Саудівській Аравії, де разом з командою здобув «срібло», розіграшу Кубка Америки 1997 року в Болівії, розіграшу Кубка Америки 1999 року в Парагваї, чемпіонату світу 2002 року в Японії та Південній Кореї.

## Досягнення
- Срібний олімпійський призер: 1996

«Індепендьєнте»
- Чемпіон Аргентини: К 1994
- Переможець Рекопи Південної Америки: 1995
- Переможець Суперкубка Лібертадорес: 1994, 1995

«Сельта Віго»
- Володар Кубка Інтертото: 2000